# 김해외국어고등학교
김해외국어고등학교(金海外國語高等學校)는 대한민국 경상남도 김해시 율하동에 있는 공립 외국어고등학교이다.

## 학교 연혁
- 2003년 9월 1일 : 김해외국어고등학교 설립 추진 계획 수립
- 2005년 5월 2일 : 김해외국어고등학교 설립 약정 체결
- 2005년 6월 27일 : 김해외국어고등학교 자율학교 지정
- 2005년 8월 1일 : 김해외국어고등학교 특수목적고 지정
- 2006년 1월 27일 : 김해외국어고등학교 신설 조례 공포
- 2006년 2월 22일 : 교사 준공
- 2006년 3월 1일 : 제1대 김영철 교장 취임
- 2006년 3월 3일 : 개교 및 제1회 입학식(남 35명, 여 120명 계 155명)
- 2009년 2월 6일 : 제1회 졸업식(남 33명, 여 111명, 계 143명) 누계 143명
- 2022년 9월 1일 : 제7대 이서영 교장 취임
- 2023년 2월 10일 : 제15회 졸업식(남 30명, 여 97명 계 127명) 누계 1,947명
- 2023년 3월 2일 : 제18회 입학식(남 34명, 여 86명 계 120명)

## 설치 학과
- 영어중국어과
- 영어일본어과
- 중국어영어과
- 일본어영어과

## 참고 자료
- 김해외국어고등학교 - 한국교육학술정보원 학교알리미